# Żelibory
Żelibory (ukr. Жалибори), Zelibory – wieś na Ukrainie, w  obwodzie iwanofrankiwskim, w rejonie halickim.